# 干沙路·查拉
干沙路·亞歷杭德羅·查拉·雷耶斯 (西班牙語：Gonzalo Alejandro Jara Reyes，西班牙語發音：[ɡonˈsalo ˈxaɾa]；1985年8月29日—）是一名智利職業足球運動員，目前效力於智利甲組足球聯賽球會哥甘保。他是一名多才多藝的後衛，既可以擔任邊後衛，也可以擔任中後衛。

## 球會生涯
查拉出生於瓦爾彭，2003年開始於侯治柏度青年隊展開球員生涯一直效力至2007年轉會智利傳統勁旅高路高路；他效力高路高路的幾年間在國內知名度大增，協助球會奪得三個聯賽冠軍，2009年獲得英格蘭冠軍聯賽球會西布朗 垂青，8月同意以300萬美元的轉會費轉戰英倫。他在英國球員生涯並不順利。然而，查拉仍然與球會續約，2009年8月25日以 140萬英鎊簽下了一份為期三年的合同。2009年11月7日，他在客場 2-1 戰勝李斯特城的比賽中打進了他為西布朗效力的第一個進球。他的第二個入球是在2010年9月25日對陣阿仙奴，在酋長球場中進球。
2011年10月21日，查拉以租借方式加盟英冠球隊外借至白禮頓，租借期最初持續至2012年1月。然而，在2011年12月20日，由於傷病問題，西布朗召回了他和另外兩名外借球員。查拉在2012年1月再以租借方式返回白禮頓，租借期一直持續到賽季結束。
2013年1月10日，查拉再外借到另一支英冠球會諾定咸森林，直到賽季結束。6月19日，他正式與西布朗完成合約後，與諾定咸森林簽約一年。2014 年7月16日，查拉與德國球會緬恩斯簽約一份為期兩年的合同，並有第三年的選擇權。2016年1月16日，他同意終止與他們的合同。

## 國家隊生涯

### 青年隊
2005年，查拉代表智利參加在荷蘭舉行的2005年國際足協世界青年錦標賽，在智利7-0戰勝洪都拉斯的比賽中攻入一球。查拉曾經在2008年土倫盃國際足球錦標賽中擔任隊長，協助以 5-3 戰勝法國，2-0 戰勝荷蘭和日本，可惜因領取黃牌錯過對科特迪瓦的準決賽，最終智利殺入決賽但不敵意大利。

### 成年隊

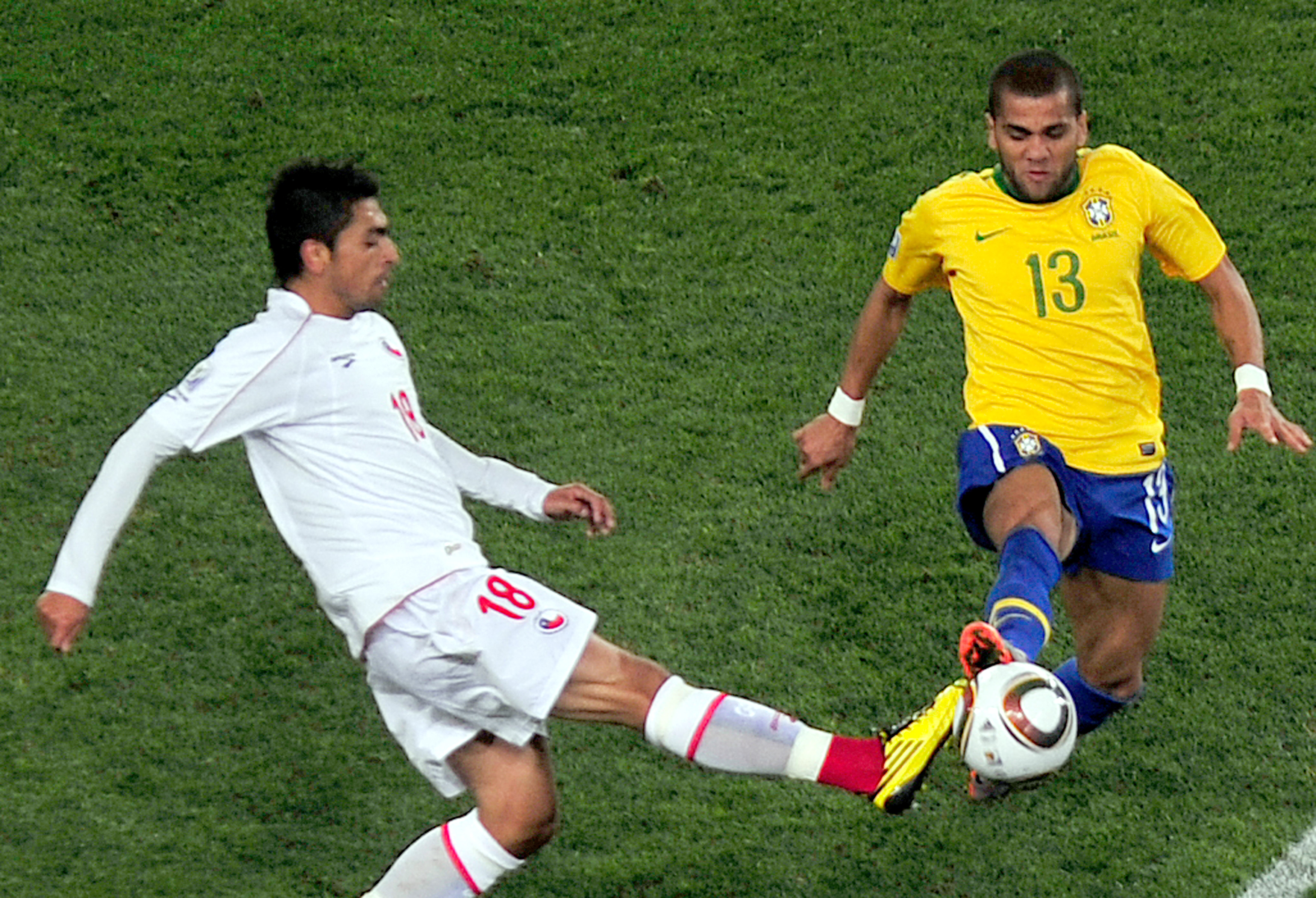
查拉在2010年世界盃上與巴西的丹尼爾·艾維斯爭奪球權

在2006年的歐洲巡迴賽中，他被教練納爾遜·阿科斯塔 (Nelson Acosta) 選中首次為智利成年隊效力，巡迴賽分別在都柏林、土倫迎戰象牙海岸及斯德哥爾摩迎戰瑞典。
2013年，在2014年世界盃外圍賽迎戰烏拉圭中，查拉與烏拉圭球員路爾斯·蘇亞雷斯在一次禁區防守，他用一隻手握住並捏住蘇亞雷斯的腰部，另一隻手抓住他的胯部，接著激怒了蘇亞雷斯並一拳打向查拉，但雙方都沒有受到懲罰。在2014年世界盃決賽週，查拉協助智利晉升十六強迎戰東道主巴西，雙方比賽至十二碼階段，查拉是最後一名負責射十二碼的智利球員，他的射門卻偏出從右側球門柱反彈，智利不敵巴西無緣世界盃。
2015年美洲國家盃半準決賽迎戰烏拉圭中，比賽畫面顯示烏拉圭球員卡雲尼貌似一掌打向查拉倒地，卡雲尼領第二面黃牌而兩黃一紅被逐；但電視重播比賽顯示查拉與烏拉圭球員卡雲尼雙方有些口角，查拉很快開了自由球。然而，在查拉傳球後，他卻走到卡雲尼旁，然後以手弄卡雲尼的臀部，突感後方被襲的卡雲尼有點不知如何是好，遂輕輕的拍了查拉的面部，然後，查拉誇張地倒下。這件事件立即得到了報紙和互聯網的國際報導，事件主要譴責查拉，大量報導包括文章、專欄、博客、模因和漫畫。雖然在比賽期間沒有受到懲罰，但查拉被禁賽兩場，智利最終贏得比賽，但事後查拉所效力的球會緬恩斯為此事件批評了賈拉，並表示他將被賣掉。 [22]

## 生涯統計

### 國家隊
| 智利 | 智利 | 智利 |
| 年份 | 上陣 | 入球 |
| ---- | ---- | ---- |
| 2006 | 7    | 0    |
| 2007 | 3    | 0    |
| 2008 | 9    | 2    |
| 2009 | 12   | 1    |
| 2010 | 8    | 0    |
| 2011 | 12   | 0    |
| 2012 | 4    | 0    |
| 2013 | 8    | 0    |
| 2014 | 10   | 0    |
| 2015 | 12   | 0    |
| 2016 | 14   | 0    |
| 2017 | 11   | 0    |
| 2018 | 0    | 0    |
| 2019 | 5    | 0    |
| 總數 | 115  | 3    |

#### 國家隊入球
| # | 日期           | 場地                                                 | 對手     | 分數 | 結果 | 比賽                       |
| - | -------------- | ---------------------------------------------------- | -------- | ---- | ---- | -------------------------- |
| 1 | 2008年6月19日  | 委內瑞拉，拉克魯斯港，何塞·安東尼奧·安索阿特吉體育場 | 委內瑞拉 | 2–1  | 3–2  | 2010年國際足協世界盃外圍賽 |
| 2 | 2008年9月10日  | 智利，圣地亚哥，胡里奧·馬丁尼茲·普拉達諾斯國家體育場 | 哥伦比亚 | 1–0  | 4–0  | 2010年國際足協世界盃外圍賽 |
| 3 | 2009年11月17日 | 斯洛伐克，日利納, 四月山下球場                       | 斯洛伐克 | 1–0  | 2–1  | 國際友誼賽                 |

## 榮譽
球會
高路高路
- 智利甲組足球聯賽冠軍 (3): 2007年春季，2007年秋季，2008年秋季

智利大學
- 智利甲組足球聯賽冠軍 (1): 2017年秋季

國家隊
智利
- 美洲國家盃: 2015年，2016年

## 外部鏈接
- 足球数据库：干沙路·查拉的球员统计数据
- 干沙路·查拉在 National-Football-Teams.com 上的出场纪录
- Soccerway資料庫：干沙路·查拉